# Afroceto ansieae
Espèce
Afroceto ansieae est une espèce d'araignées aranéomorphes de la famille des Trachelidae.

## Distribution
Cette espèce est endémique du KwaZulu-Natal en Afrique du Sud,. Elle se rencontre vers le col Sani.

## Description
Le mâle holotype mesure 4,48 mm.

## Étymologie
Cette espèce est nommée en l'honneur d'Ansie S. Dippenaar-Schoeman.

## Publication originale
- Lyle, 2015 : Two new species of the Afrotropical sac spider genus Afroceto Lyle & Haddad, 2010 (Araneae: Trachelidae). African Invertebrates, vol. 56, no 2, p. 415-423 (texte intégral).